# Grote bloedsomloop

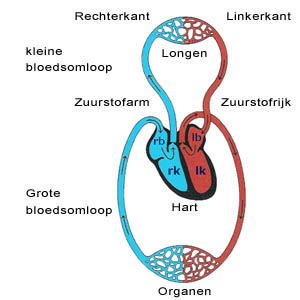
De dubbele bloedsomloop

De grote bloedsomloop is het deel van het hart- en vaatstelsel dat zuurstofrijk bloed vanuit de linkerkamer naar de slagaders voert, en terugvoert naar de rechterboezem.
Vanuit de linkerkamer gaat het bloed naar de aorta, de grootste slagader van ons lichaam. Van de aorta komt het in de slagaders. Die voeren het bloed naar de organen en vertakken daar tot haarvaten. In de haarvaten geeft het bloed zuurstof en voedingstoffen af en neemt het koolstofdioxide en andere afvalstoffen op. Vanuit de haarvaten gaat het bloed verder door aders en vervolgens in de onderste holle ader. Die komt ten slotte uit  in de rechterboezem van het hart.
Van de grote bloedsomloop komt het bloed in de kleine bloedsomloop, waar het koolstofdioxide afgeeft en zuurstof opneemt.
Aanvulling van voedingsstoffen gebeurt in de darmen en vanuit in het lichaam opgeslagen reserves, die aangevuld worden als meer voedingsstoffen in het bloed komen dan worden verbruikt. Afvalstoffen (anders dan koolstofdioxide) worden via de nieren afgevoerd.